# Eutiqui Procle
Eutiqui Procle (llatí: Eutychius Proclus, grec antic: Εὐτυχίος Πρόκλος) va ser un gramàtic romà que va viure al segle ii.
Va néixer a Sicca, a l'Àfrica, i va ser mestre i instructor de l'emperador Marc Aureli. Possiblement és el mateix Procle que esmenta Trebel·li Pol·lió com el gramàtic més important del seu temps.
Va exercir com a cònsol probablement sota Marc Aureli.